# Quipsiguis
Quipsiguis (kipsigi) são um povo nilota, subgrupo dos calenjins, dos planaltos ocidentais do Quênia. Tradicionalmente criam gado, mas mais recentemente começaram a cultivar milho e tabaco para fins comerciais e a migrar rumo às cidades. São conhecidos como guerreiros habilidosos e historicamente atacaram seus vizinhos massais, luos e quisis para obter gado, mas com a chegada dos britânicos na região em 1905, os ataques cessaram. São falantes da língua calenjim, que é compartilhada com os vizinhos nandis.